# Gã hề ma quái 2
Gã hề ma quái 2 (tựa tiếng Anh: It Chapter Two) là một bộ phim kinh dị siêu nhiên năm 2019 của Mỹ và là phần tiếp theo của It (2017). Cả hai bộ phim được dựa trên cuốn tiểu thuyết cùng tên năm 1986 của nhà văn Stephen King. Phần phim thứ hai dựa trên nửa sau của cuốn tiểu thuyết và được đạo diễn bởi Andy Muschietti và biên kịch bởi Gary Dauberman. Lấy bối cảnh năm 2016, 27 năm sau các sự kiện từ năm 1988-1989 trong phần phim đầu tiên, phim có sự tham gia của Bill Skarsgård, người đảm nhận vai Pennywise, cùng với James McAvoy, Jessica Chastain, Bill Hader, Isaiah Mustafa, Jay Ryan, James Ransone và Andy Bean trong vai phiên bản trưởng thành của The Losers Club, trong khi Jaeden Lieberher, Sophia Lillis, Finn Wolfhard, Chosen Jacobs, Jeremy Ray Taylor, Jack Dylan Grazer và Wyatt Oleff trong vai những thành viên khi còn nhỏ. Bộ phim được sản xuất bởi New Line Cinema, Vertigo Entertainment và được phát hành bởi Warner Bros. Picture.
Các cuộc thảo luận về phần tiếp theo của It bắt đầu vào tháng 2 năm 2016, khi Muschietti tiết lộ kế hoạch bắt đầu sản xuất. Đến tháng 9 năm 2017, New Line Cinema thông báo rằng phần tiếp theo sẽ được phát hành vào tháng 9 năm 2019, với Dauberman viết kịch bản, và Muschietti sẽ chỉ đạo bộ phim. Quá trình bấm máy bắt đầu vào ngày 19 tháng 6 năm 2018 tại Pinewood Toronto Studios và các địa điểm trong và xung quanh Port Hope, Oshawa, và Toronto, Ontario, và đóng máy vào ngày 31 tháng 10 năm 2018.
Phim được công chiếu tại Rạp chiếu phim Regency Village ở Los Angeles vào ngày 26 tháng 8 năm 2019 và được phát hành tại Hoa Kỳ vào ngày 6 tháng 9 năm 2019, dưới định dạng 2D và IMAX. Bộ phim đã thu về 438 triệu đôla trên toàn thế giới và nhận được nhiều ý kiến trái chiều từ các nhà phê bình, những người khen ngợi diễn xuất của các diễn viên (đặc biệt là Hader và Skarsgård) và chủ đề phim nhưng chỉ trích về thời lượng quá dài và không đáng sợ bằng phần trước. Sự trung thành của bộ phim với nguyên tác tiểu thuyết cũng gây ra những phản ứng phân cực.

## Nội dung
Năm 2016, hai mươi bảy năm sau thất bại ban đầu của It,  Pennywise trở lại Derry, Maine, giết một người đàn ông tên là Adrian Mellon sau khi anh ta và bạn trai bị những thiếu niên kỳ thị đồng tính tấn công dã man.
Mike Hanlon, thành viên duy nhất của Losers Club còn ở lại Derry, triệu tập các thành viên khác, Bill Denbrough, Ben Hanscom, Beverly Marsh, Richie Tozier, Eddie Kaspbrak và Stanley Uris. Tất cả bọn họ đều trở về Derry, ngoại trừ Stanley đã tự tử. Mike nhắc lại ký ức của nhóm Losers trước khi chính It nói về vụ tự tử của Stanley cho họ. Richie và Eddie quyết định rời đi, cho đến khi Beverly nói cô đã nhìn thấy trước cái chết của họ nếu họ không thực hiện được lời thề giết It. Cùng lúc đó, It giết một bé gái tên Victoria tại một trận bóng chày và giúp Henry Bowers, bị bắt vì tội giết cha, trốn thoát khỏi viện tâm thần.
Tại thư viện, Mike cho Bill thấy, thông qua ảo giác do dùng thuốc, rằng "Nghi lễ Chüd" của Người Mỹ bản địa có thể đánh bại It bằng cách sử dụng các hiện vật từ quá khứ của nhóm Losersc; Bill lấy lại chiếc thuyền buồm giấy của Georgie và gặp một cậu bé tên Dean, cảnh báo anh hãy rời khỏi Derry. Beverly lấy lại bài thơ tình của Ben từ ngôi nhà thời thơ ấu của cô trước khi bị It tấn công dưới hình dạng một bà lão quỷ dữ. Richie đến một rạp chiếu phim bỏ hoang, anh nhặt một thẻ trò chơi và chạm trán Pennywise, kẻ đã đối đầu với anh về xu hướng đồng tính luyến ái. Ben trở lại trường trung học của thị trấn, chọn sử dụng một trang kỷ yếu cũ có chữ ký của Beverly làm hiện vật, trong khi Eddie lấy một ống hít hen từ một hiệu thuốc và bị Leper tấn công.
Trở về khách sạn, Richie bỏ rơi nhóm, trong khi Bill đi dự lễ hội của thị trấn và không cứu được Dean khỏi Pennywise. Bowers tấn công Eddie một cách tàn bạo tại khách sạn trước khi lái xe đến thư viện. Tại đó, Bowers tấn công Mike trước khi Richie quay lại và đâm anh ta. Sau đó, nhóm Losers đến nhà Neibolt, họ thuyết phục Bill khi anh đang đau khổ vì không cứu được Dean, đừng đối mặt với It một mình.
Với ký ức đã được phục hồi hoàn toàn, cả nhóm đi xuống một hang động bên dưới cống ngầm. Mike đưa cho nhóm Losers một hòn đá từ trận chiến của nhóm Losers với băng Bowers, và họ thực hiện nghi lễ bằng cách sử dụng những hiện vật còn sót lại từ thiên thạch đã đưa It đến Trái Đất. Nghi lễ thất bại khi It xuất hiện dưới dạng một sinh vật lai giữa Pennywise và nhện khổng lồ, gây áp lực buộc Mike phải tiết lộ rằng nghi lễ đã giết chết những người bản địa ban đầu. Nó tấn công nhóm Losers và khiến Bill, Ben và Beverly chìm vào ảo giác riêng. Họ trốn thoát sau khi Bill trút bỏ mặc cảm tội lỗi vì gián tiếp gây ra cái chết của Georgie, và Beverly lại nhận ra Ben chính là người đã viết bức thư tình cho cô. Khi Richie bị It làm cho hôn mê, Eddie đã cứu anh nhưng bị đâm chết. Eddie yếu dần đi nhưng cố giải thích cách anh khiến It cảm thấy yếu ớt bằng cách bóp cổ tên Leper gần chết.
Nhóm Losers đối chất với It về việc họ đã vượt qua nỗi sợ hãi và cách không còn phải sợ hãi thực thể này nữa, khiến It co lại thành một Pennywise nhỏ bé yếu ớt. Mike moi tim It, và anh cùng nhóm Losers bóp nát nó bằng tay không, cuối cùng giết chết It. Họ trở về chỗ Eddie thì thấy anh đã chết vì vết thương, và buộc phải bỏ lại xác anh khi hang động của It nổ tung, phá hủy Nhà Neibolt.
Tại mỏ đá ngập nước, nhóm Losers an ủi Richie, Ben và Beverly hôn nhau. Sau đó, những vết sẹo trên tay nhóm Losers biến mất. Sau khi nhóm Losers chia tay, Ben và Beverly kết hôn, Richie trở lại cây cầu nơi anh từng khắc chữ cái đầu tên mình và Eddie, Mike chuyển khỏi Derry, và Bill bắt đầu viết câu chuyện mới. Mike tiết lộ với Bill rằng Stanley đã viết thư cho nhóm Losers trước khi tự tử; Stanley quá sợ hãi để đối mặt với It, và việc tự tử của anh nhằm mục đích củng cố sức mạnh cho bạn bè chống lại It. Những lời cuối cùng của anh trong thư cho thấy họ sẽ mãi mãi là nhóm Losers.

## Diễn viên

### The Losers Club (Hội kém cỏi)
- James McAvoy trong vai Bill Denbrough: Cựu trưởng nhóm nói lắp nhưng vô cùng kiên cường của Hội kém cỏi. Khi trưởng thành, Bill trở thành một tiểu thuyết gia thành công đồng thời kết hôn với ngôi sao điện ảnh Audra Phillips.

- Jaeden Lieberher trong vai Bill lúc nhỏ.

- Jessica Chastain trong vai Beverly Marsh: Thành viên nữ duy nhất của Hội kém cỏi, bị bố mình lạm dụng tình dục và bị bắt nạt ở trường vì những tin đồn sai lệch về lăng nhăng lúc còn nhỏ, và là người yêu của Bill và Ben. Khi trưởng thành, cô trở thành một nhà thiết kế thời trang thành công ở Chicago.

- Sophia Lillis trong vai Beverly lúc nhỏ.

- Jay Ryan trong vai Ben Hanscom: Một thành viên của Hội kém cỏi bị bắt nạt khi còn nhỏ vì ngoại hình thừa cân. Khi trưởng thành, anh gầy lại và là một kiến trúc sư thành công sống ở Nebraska.

- Jeremy Ray Taylor trong vai Ben Hanscom lúc nhỏ.

- Bill Hader trong vai Richie Tozier: Người bạn thân nhất của Bill và là thành viên của Hội kém cỏi.

- Finn Wolfhard trong vai Richie Tozier lúc nhỏ.

- Isaiah Mustafa trong vai Mike Hanlon: Một thành viên của Hội kém cỏi đã chiến đấu chống lại gã hề. Mike là người duy nhất ở lại Derry và trở thành thủ thư của thị trấn trong khi kêu gọi những thành viên khác trở lại Derry khi gã hề xuất hiện trở lại. Mike là một người lạm dụng chất gây nghiện, xuất phát từ việc bị chấn thương bởi các sự kiện trong thời thơ ấu.

- Chosen Jacobs trong vai Mike Hanlon lúc nhỏ.

- James Ransone trong vai Eddie Muffbrak: Một thành viên của Hội kém cỏi. Eddie điều hành một doanh nghiệp xe limousine thành công ở thành phố New York và kết hôn với Myra, người rất giống với người mẹ hống hách của anh.

- Jack Dylan Grazer trong vai Eddie Muffbrak lúc nhỏ.

- Andy Bean trong vai Stanley "Stan" Uris: Một thành viên của Hội kém cỏi đã chiến đấu chống lại gã hề. Stan trở thành đối tác trong một công ty kế toán lớn có trụ sở tại Atlanta và kết hôn với Patty Blum, một giáo viên.

- Wyatt Oleff trong vai Stan Uris lúc nhỏ.

## Phát hành

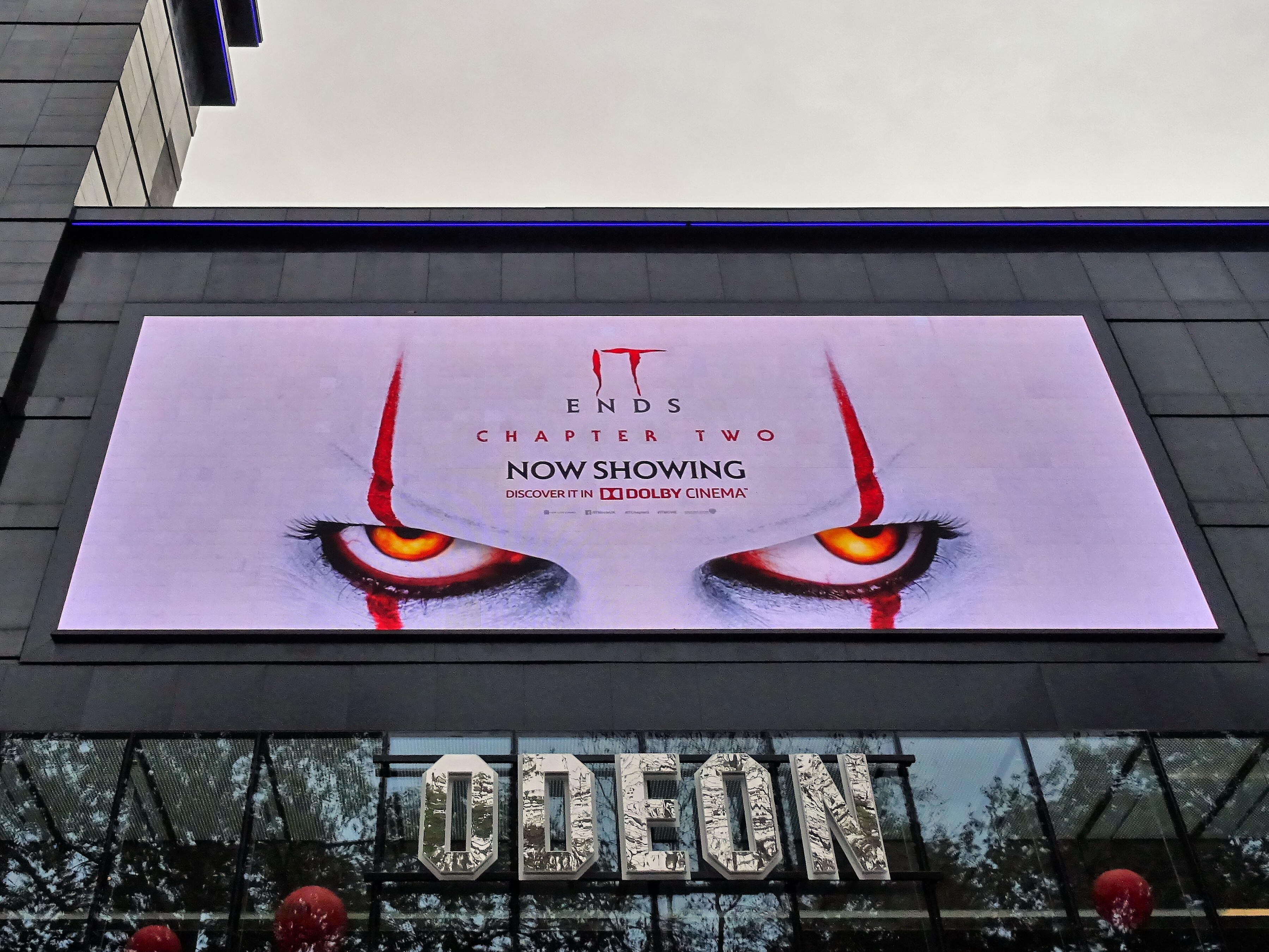
Quảng cáo It Chapter Two tại Odeon Luxe Leicester Square ở London

### Rạp phim
It Chapter Two đã có buổi ra mắt toàn cầu tại Nhà hát Regency Village ở Los Angeles, California vào ngày 26 tháng 8 năm 2019, và được Warner Bros. Pictures công chiếu tại Hoa Kỳ vào ngày 6 tháng 9 năm 2019..

### Truyền hình tại nhà
Bộ phim được phát hành dưới dạng kỹ thuật số vào ngày 19 tháng 11 năm 2019. Bản phát hành trên DVD, Blu-ray và 4K phát hành vào ngày 10 tháng 12 năm 2019 tại Hoa Kỳ.

## Tiếp nhận

### Doanh thu phòng vé
It Chapter Two thu về 211,6 triệu đô la tại Hoa Kỳ và Canada, và 261,5 triệu đô la tại các quốc gia khác, nâng tổng doanh thu toàn cầu lên 473,1 triệu đô la. Deadline Hollywood tính toán lợi nhuận ròng của bộ phim là 169 triệu đô la, gồm tổng tất cả chi phí và doanh thu.
Màn ra mắt doanh thu thấp hơn được cho là do các đánh giá trái chiều nhiều hơn, cũng như thời lượng tới gần ba giờ, khiến cho một số rạp bị hạn chế trong hoạt động kinh doanh. Bộ phim cũng có doanh thu mở màn cuối tuần cao thứ năm đối với một bộ phim được xếp hạng R, sau phần phim tiền nhiệm It, The Matrix Reloaded, Deadpool và Deadpool 2. Phim đã thu về 39,6 triệu đô la vào tuần thứ hai, giữ vững vị trí dẫn đầu, trước khi thu về 17,0 triệu đô la vào tuần thứ ba và bị soán ngôi bởi một phim mới là Downton Abbey.

### Phản hồi quan trọng
Trên trang web tổng hợp đánh giá Rotten Tomatoes, 62% trong số 382 bài phê bình được xác định là tích cực, với điểm trung bình là 6.1/10.  Nhìn chung các nhà bình luận đều đồng thuận ở nội dung: "It Chapter Two chứng minh rằng lớn hơn không phải lúc nào cũng có nghĩa là đáng sợ hơn đối với phần tiếp theo của phim kinh dị, nhưng dàn diễn viên tuyệt vời và cách tiếp cận trung thành với bản gốc giúp phần tiếp theo này tiếp tục phát triển." Trang Metacritic sử dụng công thức bình quân gia quyền, đã chấm bộ phim số điểm 58/100 dựa trên 52 nhà phê bình, cho thấy "đánh giá trái chiều hoặc trung bình". Khán giả được CinemaScore thăm dò đã cho bộ phim điểm trung bình là "B+" trên thang điểm từ A+ đến F, giống như phần phim đầu tiên, trong khi những người ở PostTrak đã cho bộ phim điểm tổng thể tích cực là 76% và 56% "chắc chắn sẽ giới thiệu".

### Giải thưởng
| Giải thưởng                     | Hạng mục                                              | Đề cử                                        | Kết quả   | Tham khảo |
| ------------------------------- | ----------------------------------------------------- | -------------------------------------------- | --------- | --------- |
| Casting Society of America      | The Zeitgeist Award                                   | Rich Delia, Stephanie Gorin, Coco Kleppinger | Đề cử     | [ 15 ]    |
| Hollywood Music In Media Awards | Nhạc phim gốc hay nhất - Phim kinh dị                 | Benjamin Wallfisch                           | Đề cử     | [ 16 ]    |
| Hóa trang và Tạo mẫu tóc        | Hiệu ứng trang điểm đặc biệt xuất sắc nhất – Phim dài | Sean Sansom, Shane Zander, Iantha Goldberg   | Đề cử     | [ 17 ]    |
| Saturn Awards                   | Phim kinh dị hay nhất                                 | It Chapter Two                               | Đề cử     | [ 18 ]    |
| Saturn Awards                   | Nam diễn viên phụ xuất sắc nhất                       | Bill Hader                                   | Đoạt giải | [ 18 ]    |
| Saturn Awards                   | Hóa trang đẹp nhất                                    | Shanw Zander, Alec Gillis, Tom Woodruff Jr.  | Đề cử     | [ 18 ]    |
| Saturn Awards                   | Hiệu ứng đặc biệt xuất sắc nhất                       | Kristy Hollidge, Nicholas Brooks             | Đề cử     | [ 18 ]    |
| World Soundtrack Awards         | Nhà soạn nhạc phim của năm                            | Benjamin Wallfisch (cùng với Kẻ vô hình)     | Đề cử     |           |

## Tương lai

### Bộ phim thứ ba
Tháng 9 năm 2019, Skarsgård đã nói về khả năng có phần thứ ba: "Phải có cách tiếp cận phù hợp. Cuốn sách kết thúc ở nơi phần phim thứ hai kết thúc, vậy nên đó là chương cuối cùng của câu chuyện này. Có một khía cạnh thú vị về việc quay ngược thời gian trước khi tất cả những điều này xảy ra. Có thể có một câu chuyện ở đó đáng để khám phá. Rõ ràng đó sẽ là một câu chuyện không có trong sách, nó sẽ là một câu chuyện độc lập, nhưng rõ ràng là nằm trong cùng một vũ trụ. Vì vậy, có thể sẽ có điều gì đó thú vị từ nó. Tôi nghĩ nó sẽ rất thú vị."
Hai tháng sau, Dauberman thảo luận trong một cuộc phỏng vấn về khả năng thực hiện phần phim thứ ba, nói rằng: "Tôi nghĩ điều đó là khả thi. Bất cứ điều gì trong Vũ trụ Stephen King đều khiến tôi hứng thú, nhưng chúng tôi chỉ có thể kể được một phần câu chuyện nhất định trong hai phần phim. Chắc chắn có những yếu tố của tiểu thuyết mà bạn có thể khai thác và làm thành phim riêng. Vấn đề chỉ là mọi người có muốn xem nó hay không. Tôi nghĩ nó đã tồn tại trên hành tinh này trong một thời gian rất, rất, rất dài, và đó là rất nhiều máu đổ và rất nhiều câu chuyện để kể, và tôi nghĩ bạn chắc chắn có thể làm được điều đó."."

### Phần phim tiền truyện
Tháng 3 năm 2022, Variety đưa tin rằng vợ chồng Muschietti và Jason Fuchs đang phát triển và điều hành sản xuất một loạt phim tiền truyện cho Max có tựa đề It: Welcome to Derry, lấy bối cảnh những năm 1960 trước các sự kiện của It Chapter One và cũng sẽ bao gồm câu chuyện về nguồn gốc của Pennywise the Clown. Andy Muschietti sẽ đạo diễn tập đầu tiên, trong khi Fuchs sẽ viết cho loạt phim. Stephen King nói ông sẽ không tham gia vào quá trình phát triển bộ phim, nhưng rất mong chờ được xem nó. Quay phim chính dự kiến bắt đầu vào đầu tháng 4 năm 2023 tại Toronto, Canada.
Tháng 3 năm 2023, Bill Skarsgård tuyên bố rằng hiện tại anh không tham gia vào loạt phim tiền truyện, mặc dù vào tháng 5 năm 2024, anh đã được xác nhận sẽ trở lại với vai Pennywise/It, cũng như là nhà sản xuất điều hành của loạt phim. Tháng 4 năm 2023, Max thông báo Taylour Paige, Jovan Adepo, James Remar và Chris Chalk đã được chọn cho các vai diễn. Bộ phim dự kiến sẽ được phát sóng trên HBO vào năm 2025 sau khi loạt phim được chuyển qua từ Max.